# Oscarino Costa Silva
Oscarino Costa Silva, conhecido como Oscarino (Niterói, 17 de janeiro de 1907 — Rio de Janeiro, 16 de setembro de 1990), foi um futebolista brasileiro que atuou como volante.

## Carreira
Jogou no clube niteroiense Ypiranga de 1928 a 1931, transferindo-se em seguida para o futebol carioca, onde jogou no America (1932-1935), Vasco (1935-1939) e São Cristóvão (1940).
Enquanto defendia as cores do Ypiranga, o meio-campista foi convocado ao lado do parceiro de clube Manoelzinho para disputar a Copa do Mundo de 1930. Ambos, na ocasião, eram campeões do Estado do Rio pela Associação Nictheroyense (o campeonato estadual era disputado por seleções). Manoelzinho e Oscarino são, até hoje, os únicos jogadores de um clube de Niterói a defender as cores da seleção.

## Títulos
Ypiranga-RJ
- Campeonato Fluminense: 1928, 1929, 1930, 1931
- Campeonato Niteroiense: 1929, 1930, 1931

America-RJ
- Campeonato Carioca: 1935

Vasco da Gama
- Campeonato Carioca: 1936
- Taça dos Campeões Estaduais Rio–São Paulo de 1936: 1937
- Troféu da Paz: 1937